# Mirna i šire područje Butonige
Mirna i šire područje Butonige este o arie protejată (sit de importanță comunitară — SCI) din Croația întinsă pe o suprafață de 1.476,72 ha, integral pe uscat.

## Localizare
Centrul sitului Mirna i šire područje Butonige este situat la coordonatele 45°21′07″N 13°51′40″E / 45.352°N 13.861°E.

## Înființare
Situl Mirna i šire područje Butonige a fost declarat sit de importanță comunitară în iulie 2013 pentru a proteja 10 specii de animale.

## Biodiversitate
Situată în ecoregiunea mediteraneană, aria protejată conține 2 habitate naturale: Fânețe de joasă altitudine (Alopecurus pratensis, Sanguisorba officinalis), Păduri de stejar sau de stejar și carpen sub-atlantice și medio-europene de Carpinion betuli.
La baza desemnării sitului se află mai multe specii protejate:
- amfibieni (2): izvoraș-cu-burta-galbenă (Bombina variegata), Rana latastei
- nevertebrate (5): Austropotamobius pallipes, Coenonympha oedippus, fluturele purpuriu (Lycaena dispar), Vertigo angustior, Vertigo moulinsiana
- pești (2): Alburnus albidus, Barbus plebejus
- reptile (1): țestoasa de baltă (Emys orbicularis)

Pe lângă speciile protejate, pe teritoriul sitului au mai fost identificate 1 specie de nevertebrate, 1 specie de pești.